# Kevin Nealon
Kevin Nealon est un acteur américain, né le 18 novembre 1953 à Bridgeport, dans le Connecticut (États-Unis).

## Biographie
Nealon naît à Saint-Louis, dans le Missouri, l'un des cinq enfants de Kathleen M. (née Kimball) et d'Emmett F. Nealon, dirigeant d'une compagnie aéronautique. Quelques mois après sa naissance, la famille déménage à Bridgeport, dans le Connecticut. Quand il a six ans, elle déménage en Allemagne, y restant quatre ans. Kevin est d'origine irlandaise et élevé dans le catholicisme. Il obtient en 1971 un diplôme de l'école secondaire St. Joseph à Trumbull, dans le Connecticut, puis un Bachelor Degree en marketing de l'université du Sacré-Cœur (en) dans le même État. Il suit ensuite des cours du soir à l’université Fairfield, où il joue au poste de quart dans l’équipe de football américain.

## Filmographie

### Cinéma
- 1987 : Roxanne : Drunk #2
- 1989 : Cranium Command : Left Ventricle
- 1991 : Le Plus Beau Cadeau du monde (All I Want for Christmas) : Tony Boer
- 1993 : Coneheads de Steve Barron : Sénateur
- 1995 : Jeffrey : Reporter TV
- 1996 : Happy Gilmore : Gary Potter
- 1998 : Wedding Singer : Demain, on se marie ! (The Wedding Singer) : Mr. Simms
- 1999 : Kill the Man : Albino Advocate
- 2000 : Little Nicky : Gatekeeper / Tit-Head
- 2001 : Beautés empoisonnées (Heartbreakers) : Man at the Bar
- 2001 : Joe La Crasse (Joe Dirt) : Greasy Mechanic
- 2002 : Le Maître du déguisement (The Master of Disguise) de Perry Andelin Blake : White Collar Executive
- 2002 : Huit Nuits folles d'Adam Sandler (Eight Crazy Nights) : Mayor (voix)
- 2003 : Self Control (Anger Management) : Sam
- 2003 : École paternelle (Daddy Day Care) : Bruce
- 2003 : Mon chien, ce héros (Good Boy!) : Mr. Baker
- 2006 : Crazy Party (Grandma's Boy) : Mr. Cheezle
- 2008 : Rien que pour vos cheveux (You Don't Mess with the Zohan) : un voisin de quartier
- 2008 : Max la menace (Get Smart) : Un agent de la CIA
- 2009 : Les Zintrus (Aliens In The Attic)
- 2011 : Le Mytho (Just Go With It) : Adon
- 2014 : Blackout Total : Chopper Steve
- 2014 : Famille recomposée (Blended) : Eddy

### Télévision
- 1993 : Partners (TV) :
- 1997 : Hiller and Diller (série télévisée) : Ted Hiller
- 1998 : Principal Takes a Holiday (TV) : Franklin Fitz
- 1999 : Au-delà du réel : L'aventure continue : Saison 5, épisode 16 "Déjà vu"
- 2000 : Bar Hopping (en) (TV) : Chuckie
- 2001 : Drôles de retrouvailles (These Old Broads) (TV) : Roger
- 2002 :  Monk - (série télévisée) - Saison 1, épisode 6 (Monk est en observation (Mr. Monk Goes to the Asylum) ) : John Wurster
- 2005-2012 : Weeds (TV): Doug Wilson
- 2006 : World's Funniest Commercials (TV) : Host
- 2016-2020 : Papa a un plan (Man with a Plan) : Don Burns